# A Dona do Pedaço
A Dona do Pedaço é uma telenovela brasileira produzida e exibida pela TV Globo de 20 de maio a 22 de novembro de 2019, em 161 capítulos. Substituiu O Sétimo Guardião e foi substituída por Amor de Mãe, sendo a 16.ª "novela das nove" produzida pela emissora.
Escrita por Walcyr Carrasco, com colaboração de Márcio Haiduck, Nelson Nadotti e Vinícius Vianna, teve direção de André Barros, Bernardo Sá, Bruno Martins Moraes, Caetano Caruso e Vicente Kubrusly, direção geral de Luciano Sabino e direção artística de Amora Mautner.
Contou com Juliana Paes, Agatha Moreira, Marcos Palmeira, Reynaldo Gianecchini, Rainer Cadete, Caio Castro, Paolla Oliveira e Nathalia Dill.

## Enredo
Em 1999, na cidade fictícia Rio Vermelho, interior do Espírito Santo, as famílias de justiceiros Ramirez e Matheus viviam em guerra há gerações, até Maria da Paz e Amadeu se apaixonarem e selarem um acordo de paz entre eles. Mas, no dia do casamento, o rapaz é baleado pela avó da noiva e a guerra é reiniciada, fazendo com que Maria tenha que fugir para São Paulo sem saber que está grávida. As mães dos clãs fazem um acordo e mentem que ambos estão mortos para suas famílias, mas como vingança o pai de Amadeu manda assassinar as sobrinhas de Maria – que acabam se salvando milagrosamente. Fabiana vai parar num convento e Virgínia vive nas ruas, até ser adotada pelo rico casal Beatriz e Otávio.
Vinte anos se passam. Maria da Paz se tornou uma mulher rica e agora é dona de uma rede de confeitarias, graças às receitas de família, embora nunca tenha se dado bem com a filha, a mau-caráter Josiane, mais conhecida como Jô, que tem vergonha de seu jeito cafona. Ela reencontra Amadeu e descobre a mentira para separá-los, porém eles são impedidos de retomar o romance quando a esposa dele, Gilda, fica gravemente doente.
Desolada, Maria se casa com o galante Régis, sem imaginar que ele é comparsa de sua filha no golpe para colocar as mãos em toda sua fortuna. Ele, porém, se apaixona verdadeiramente por Maria e passa a disputá-la com Amadeu, além de tentar mostrar que está regenerado, quando Josiane revela a artimanha e deixa a mãe pobre novamente. Enquanto isso as sobrinhas de Maria tomaram rumos diferentes: Vivi se tornou uma influenciadora digital e famosa por seu carisma – sendo tudo que Josiane sempre sonhou – e vive um romance avassalador com Chiclete, sem saber que ele é um matador de aluguel enviado para executá-la, embora também a ame. Já Fabiana passou uma vida miserável no convento e, ao descobrir que Vivi é sua irmã, decide se infiltrar na vida dela para arruiná-la sob a face de uma moça ingênua, nutrida pelo ódio das oportunidades distintas de vida que tiveram. Além disso, a ex-freira também passa a ameaçar Otávio e Josiane ao descobrir seus segredos. Camilo, investigador de polícia e ex-namorado traído de Vivi, é obcecado por desvendar o passado de Chiclete como matador, para separar o casal.

## Elenco
| Intérprete             | Personagem                                               |
| ---------------------- | -------------------------------------------------------- |
| Juliana Paes           | Maria da Paz Sobral Ramirez                              |
| Agatha Moreira         | Josiane Sobral Ramirez Matheus (Jô)                      |
| Marcos Palmeira        | Amadeu da Penha Matheus                                  |
| Reynaldo Gianecchini   | Régis Mantovani                                          |
| Paolla Oliveira        | Virgínia Sobral Ramirez / Virgínia Andrade Guedes (Vivi) |
| Nathalia Dill          | Fabiana Sobral Ramirez / Fabiana do Rosário              |
| Sérgio Guizé           | Ricardo Martins Ramirez (Chiclete)                       |
| Lee Taylor             | Camilo D'Ávila Muniz                                     |
| Rainer Cadete          | Teodoro Pacheco (Téo)                                    |
| Caio Castro            | Rock Souza Macondo                                       |
| Malvino Salvador       | Agno Aguiar                                              |
| Deborah Evelyn         | Lyris Mantovani Aguiar                                   |
| Monica Iozzi           | Kimberly Ventura (Kim) / Cleonice da Silva               |
| Natália do Vale        | Beatriz Andrade Guedes                                   |
| José de Abreu          | Otávio Guedes                                            |
| Marco Nanini           | Eusébio Macondo                                          |
| Marco Nanini           | Eustáquio Macondo Júnior (Juninho)                       |
| Rosi Campos            | Dorotéia de Souza Macondo (Dodô)                         |
| Betty Faria            | Cornélia Macondo Ferreira                                |
| Tonico Pereira         | João Francisco Ferreira (Chico)                          |
| Suely Franco           | Marlene da Conceição Valadares                           |
| Ary Fontoura           | Dr. Antero Valadares/                                    |
| Nívea Maria            | Evelina Sobral Ramirez                                   |
| Rafael Queiroz         | Rael Matheus                                             |
| Anderson Di Rizzi      | Márcio Sorrentino                                        |
| Nathalia Timberg       | Gladys Mantovani                                         |
| Rosamaria Murtinho     | Linda Andrade                                            |
| Glamour Garcia         | Britney Souza Macondo                                    |
| Pedro Carvalho         | Abel da Gama Ferronha                                    |
| Guilherme Leicam       | Leandro Martins Ramirez (Mão Santa)                      |
| Lucy Ramos             | Sílvia Cunha                                             |
| Felipe Titto           | Abdias                                                   |
| Rosane Gofman          | Ellen da Rocha                                           |
| Bruno Bevan            | José Hélio de Souza Macondo (Zé Hélio)                   |
| Carol Garcia           | Sabrina de Souza                                         |
| Mel Maia               | Cássia Mantovani Aguiar                                  |
| Cadu Libonati          | Raul Pacheco (Merlin)                                    |
| Duda Nagle             | Paulo Roberto Vidigal (Paixão)                           |
| João Gabriel D'Aleluia | Carlos Cunha Matheus (Carlito)                           |
| Branca Previliato      | Priscila                                                 |
| Catarina de Carvalho   | Alba                                                     |
| Osvaldo Mil            | Cosme dos Santos                                         |
| Betto Marque           | Tonho                                                    |
| Samira Lochter         | Sueli                                                    |
| Thiago Thomé           | Treinador Adriano                                        |
| Jardel Camelo          | Beto                                                     |
| Gláucio Gomes          | Dr. Nicolas                                              |
| Mariano Junior         | Sávio                                                    |
| Luciana Fernandes      | Jeniffer                                                 |
| Chan Suan              | Naomi                                                    |

### Participações especiais
| Intérprete              | Personagem                     |
| ----------------------- | ------------------------------ |
| Fernanda Montenegro     | Dulce Ramirez                  |
| Bruna Hamú              | Joana Fernandes                |
| Laura Cardoso           | Matilde Fernandes              |
| Ana Lúcia Torre         | Berta Teixeira Muniz           |
| Heloísa Jorge           | Gilda Cunha Matheus            |
| Monique Alfradique      | Detetive Yohana Rezende        |
| Berta Loran             | Dinorá Macondo                 |
| Gretchen                | Dginalda (Gina)                |
| Oscar Magrini           | Honorato                       |
| Mateus Solano           | Josiel Dourado                 |
| Bruno Gissoni           | William / Bernardo             |
| Elizângela              | Carmelinda Barbosa             |
| Cynthia Senek           | Edilene DaCosta                |
| Ivan Mendes             | Alex                           |
| Ana Furtado             | Gerusa de Jesus                |
| Genézio de Barros       | Ademir Ramirez                 |
| Luiz Carlos Vasconcelos | Miroel Matheus                 |
| Jussara Freire          | Nilda Matheus                  |
| Maeve Jinkings          | Zenaide Sobral Ramirez         |
| César Ferrario          | Adão Martins Ramirez           |
| Álamo Facó              | Vicente da Penha Matheus       |
| Áurea Maranhão          | Ticiana da Penha Matheus       |
| Diego Luri              | Funcionário da Fábrica         |
| Daniella Galli          | Stephanie                      |
| Miwa Yanagizawa         | Capitã                         |
| Daniel Andrade          | Bill                           |
| Julia Lund              | Roma Dornelles                 |
| Bernardos Dantas Ribas  | Arthur Dornelles Mantovani     |
| Duio Botta              | Jardel Massaro                 |
| Alexandre Moreno        | Detetive Moacir                |
| Fernando Eiras          | Padre Elias da Conceição       |
| Regina Sampaio          | Madre Maria Cecília do Rosário |
| Cláudio Mendes          | Pastor Emanuel                 |
| Dja Marthins            | Dona Céu                       |
| Tatiana Tiburcio        | Aracely                        |
| Ana Paula Botelho       | Yvete                          |
| Pedro Farah             | Nonô                           |
| Ricardo Monastero       | Lauro                          |
| Márcio Ricciardi        | Delegado                       |
| Deiwis Jamaica          | Cícero                         |
| Dionísio Neto           | Hélcio Martins Ramirez         |
| Maria Sílvia Radomille  | Berenice Martins Ramirez       |
| Ismael Caneppele        | Murilo Matheus                 |
| Emilio Moreira          | Aírton Ramirez                 |
| Ana Barroso             | Josiane Ramirez                |
| Isaías Barbosa          | Valdério da Paz Sobral Ramirez |
| Neidiane Soares         | Ana da Paz Sobral Ramirez      |
| Larissa Lima            | Venessa da Paz Sobral Ramirez  |
| Marcel Lima             | José da Paz Sobral Ramirez     |
| Paulo César Lima        | César da Paz Sobral Ramirez    |
| Kainan Ferraz           | Lucas Massaro                  |
| Cláudia Assunção        | Nívea Pacheco                  |
| Breno Guimarães         | Coruja                         |
| Leandro Ramos           | Julinho da Van                 |
| Evandro Melo            | Mesquita                       |
| Patrícia Palhares       | Irmã Fátima                    |
| Dani Guimarães          | Lígia                          |
| Pablo Titto             | Tico                           |
| Silvio Mattos           | Martino Vilanova               |
| Fernando Zilli          | André                          |
| João Bourbonnais        | Padre Everaldo                 |
| Bruno Barboza           | Eurico                         |
| Mirella Sabarense       | Maria da Paz (criança)         |
| Malu Fernandes          | Zenaide (criança)              |
| Victor Aguiar           | Hélcio (jovem)                 |
| Duda Batista            | Virgínia (criança)             |
| Maria Clara Baldon      | Fabiana (criança)              |
| Bernardo Amil           | Leandro (criança)              |
| Luiz Felipe Melo        | Chiclete (criança)             |
| Mari Cardoso            | Josiane (criança)              |
| Luiz Eduardo Toledo     | Rael (jovem)                   |
| Allexandre Colman       | Rock (criança)                 |
| Flávio Bisneto          | Zé Hélio (criança)             |
| Theo Almeida            | Rarisson (criança)             |
| Alice Jardim            | Sabrina (criança)              |
| Amaury Lorenzo          | Capanga                        |
| Angélica                | Ela mesma                      |
| Lucas Lucco             | Ele mesmo                      |
| Ana Maria Braga         | Ela mesma                      |
| Boninho                 | Ele mesmo                      |
| Fátima Bernardes        | Ela mesma                      |
| Rafa Kalimann           | Ela mesma                      |
| Camila Coutinho         | Ela mesma                      |
| Hugo Gloss              | Ele mesmo                      |
| Dudu Bertholini         | Ele mesmo                      |
| Carole Crema            | Ela mesma                      |

## Produção

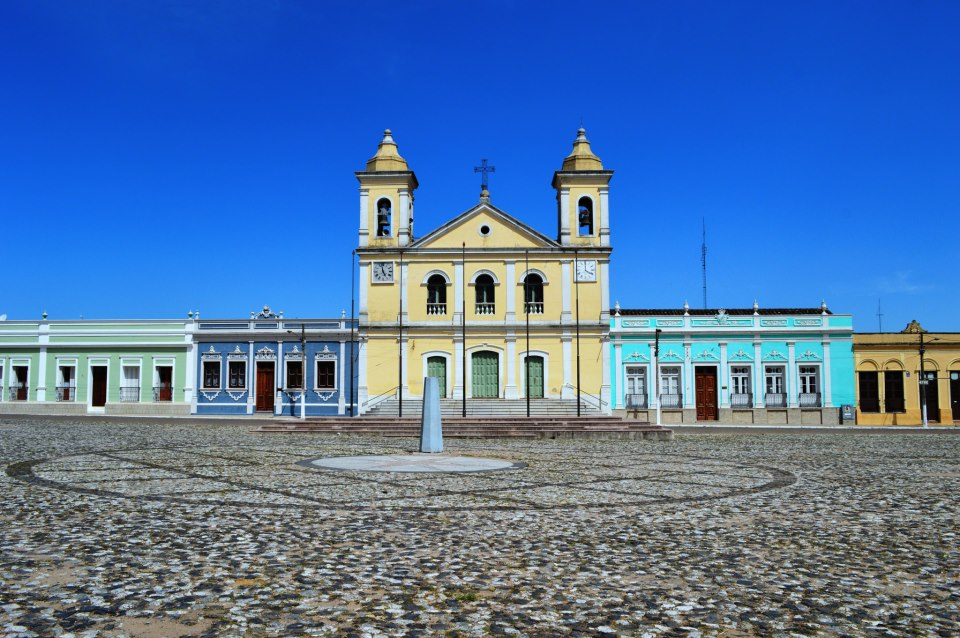
Jaguarão, no Rio Grande do Sul foi utilizada como cenário para a cidade fictícia de Rio Vermelho.

Em 14 de agosto de 2018, Walcyr Carrasco anunciou que estava trabalhando na continuação de Verdades Secretas. Um mês depois, no entanto, a continuação foi cancelada, uma vez que a sinopse inédita entregue pelo autor anteriormente havia sido aprovada e adiantada para o início de 2019. Originalmente a trama se chamaria Dias Felizes, porém o título foi alterado posteriormente para A Dona do Pedaço, para expressar a luta por uma vida melhor da personagem central.
A principal inspiração foi a telenovela Vale Tudo, escrita por Gilberto Braga, Aguinaldo Silva e Leonor Bassères em 1988, de onde Walcyr utilizou a história da filha mau-caráter que rouba a própria mãe para tentar ascensão social no Rio de Janeiro. Outra referência foi o livro Mildred Pierce, escrito por James Cain em 1941, que narra a história de uma mãe que sofre com as armações da filha de caráter duvidoso. A história do amor impossível entre Juliana Paes e Marcos Palmeira e a rivalidade entre a família dos dois foi inspirada pela tragédia Romeu e Julieta, de William Shakespeare. Em novembro de 2018, Walcyr Carrasco e Amora Mautner viajaram para o interior do Espírito Santo para escolherem onde ocorreriam as gravações, porém a direção desistiu de utilizar o estado sem motivo explicado. Apesar da cidade fictícia de Rio Vermelho ser localizada no interior capixaba, as filmagens foram feitas no Rio Grande do Sul, utilizando as cidades de Jaguarão, Nova Esperança do Sul, São Gabriel e Jaguari como cenário.
As gravações da primeira fase iniciaram em 27 de fevereiro e, em 15 de março, começaram as filmagens da segunda fase nos Estúdios Globo no Rio de Janeiro, onde foi construída a cidade cenográfica.

### Escolha do elenco

Paolla Oliveira e Nathalia Dill caracterizadas como as irmãs Vivi e Fabiana.

Juliana Paes, Paolla Oliveira e Reynaldo Gianecchini foram reservados para os papeis centrais da novela em outubro de 2018. Bianca Bin foi convidada para interpretar a antagonista Josiane, repetindo a parceria com o autor de O Outro Lado do Paraíso, porém a atriz só poderia estar presente em dois dias de gravação por semana por estar ensaiando para uma peça teatral, sendo substituída por Agatha Moreira. Na ocasião também a direção notou que Bianca não tinha mais perfil para passar-se por uma personagem de 20 anos. Convidada para interpretar Sílvia, Sheron Menezzes preferiu integrar o elenco de Bom Sucesso, sendo substituída por Lucy Ramos. Vera Holtz estava escalada para interpretar Dorotéia, porém a atriz foi realocada para protagonizar o seriado Eu, a Vó e a Boi após a saída de Susana Vieira, sendo substituída por Rosi Campos.
Laura Cardoso foi anunciada no elenco em dezembro de 2018 e chegou a dar entrevistas dando detalhes sobre a personagem, porém foi substituída por Betty Faria pouco antes das gravações, uma vez que a direção temeu que a instabilidade de saúde da atriz prejudicasse o andamento da trama. Posteriormente, Laura entrou na reta final da trama no papel da bondosa Matilde. Marieta Severo recusou o convite para Beatriz para poder protagonizar o seriado Filhas de Eva e foi substituída por Natália do Vale. Chay Suede foi cotado para viver Camilo, mais optou em fazer Amor de Mãe e foi substituído por Lee Taylor. Marina Moschen e Bella Piero foram cogitadas para interpretar Joana, porém Bruna Hamú acabou escalada. Carol Marra fez teste para interpretar Britney, mas perdeu o papel por não se adequar ao perfil ideal, Glamour Garcia ficou com a personagem. Convidado para interpretar Rael, Juliano Cazarré já estava reservado para Amor de Mãe e Rafael Queiroz ficou com o papel.
Jussara Freire retornou à emissora após 14 anos na RecordTV e SBT – em cinco décadas de carreira, no entanto, a atriz havia feito apenas quatro novelas na TV Globo. A Dona do Pedaço marcou o retorno de Marco Nanini às novelas do horário nobre após 27 anos, desde Pedra sobre Pedra em 1992.

### Idade dos atores e problemas
A escalação de alguns atores gerou estranheza entre os jornalistas especializados, que notaram que Juliana Paes interpretava a mãe de Agatha Moreira, sendo que elas tinham apenas 13 anos de diferença – embora na história a personagem de Agatha tivesse 20. Já Paolla Oliveira e Nathalia Dill, de 37 e 33 anos, respectivamente, foram escaladas como sobrinhas de Juliana, de 40. Apesar dos personagens terem idades diferentes à vida real dos atores, as escalações foram consideradas absurdas, uma vez que alguns deles não aparentavam idade tão distinta. Além disso, Marco Nanini, de 70 anos, foi escalado como filho de Betty Faria, de 77, e enteado de Tonico Pereira, cujo tinha a mesma idade.
Devido às diversas reclamações do público, Walcyr resolver mudar o parentesco entre Nanini e Faria, tornando-os irmãos.
O ator Tonico Pereira se afastou da trama em setembro devido a uma pneumonia. Por conta disso, o personagem Chico teve sua participação reduzida na reta final da novela, retornando apenas no final da trama.

## Exibição
Originalmente A Dona do Pedaço estava programada para estrear entre o fim de 2020 e o início de 2021. Porém, após o cancelamento de O Homem Errado, de Duca Rachid e Thelma Guedes, e o adiamento das novelas de Lícia Manzo e Manuela Dias, a trama de Walcyr foi adiantada em quase dois anos. As primeiras imagens de divulgação, bem como a sinopse original e o press kit para a imprensa foram liberadas em 27 de março. "Tá Escrito", do Grupo Revelação foi anunciada como tema de abertura em 28 de abril.
Em Portugal, A Dona do Pedaço foi escalada para substituir Segundo Sol na SIC, uma vez que a emissora decidiu não exibir O Sétimo Guardião devido à repercussão negativa da novela com o público brasileiro. Em 4 de setembro de 2019, não houve exibição da novela para os estados do Paraná e Rio Grande do Sul, por conta da transmissão dos jogos de volta das semifinais da Copa do Brasil. Nos Estados Unidos começou a ser exibida em 31 de agosto de 2020 pela Univision. No Uruguai estreou através da Teledoce, com o título Dulce Ambición ("Doce Ambição", em tradução literal), em 3 de março de 2021 no horario das 18:00hs, substituindo a telenovela brasileira Bom Sucesso que foi transferida para as 18:30hs.
Em dezembro de 2024, começou a ser exibida A Dona do Pedaço substituindo A Força do Querer na Globo On (canal de assinatura da TV Globo na África, destinada a exibições de telenovelas e séries da Globo).

## Recepção

### Audiência
A Dona do Pedaço estreou com 32,5 pontos, um a menos que a antecessora. O resultado deu-se pelo fato de O Sétimo Guardião ter deixado uma crise de audiência na faixa das "novela das nove" e derrubado em cinco pontos a média de sua antecessora. Nos capítulos seguintes a trama aumentou gradativamente a audiência, fechando a primeira semana com 31,4 pontos, a melhor marca do horário desde Império. Em 27 de maio, com a mudança para a segunda fase, a novela atingiu 35,6 pontos com 38 de pico. Em 3 de junho atingiu 37 pontos no capítulo que marcou o reencontro dos protagonistas. Em 8 de junho atingiu 28 pontos – índice que a antecessora, O Sétimo Guardião, tinha dificuldades para atingir.
Em 16 de julho, com a continuação do casamento mal sucedido de Vivi Guedes, a novela atinge 37,2 pontos. Em 5 de agosto, com a cena da surra de Maria da Paz em Josiane, a novela atinge 41 pontos.
Em 19 de agosto, com a cena em que a protagonista Maria da Paz descobre a traição do marido com sua filha e atira contra o amado, o folhetim bate seu maior recorde até então com 44 pontos, o melhor índice em 2 anos.
Seu penúltimo capítulo exibido em 21 de novembro de 2019, registrou 45 pontos, a maior audiência de toda a novela. Já seu desfecho obteve 44 pontos. Terminou com a média geral de 36 pontos. Se tornando a última novela do horário nobre a registar a tão sonhada marca dos 40 pontos ou mais, de média, em um capítulo de exibição, até então, além de ser a maior audiência da faixa após seu desfecho.

### Controvérsias
A Dona do Pedaço recebeu acusações de plágio três vezes. A primeira acusação veio de Karine de Souza, que trabalha com filmagens de casamentos e publicou um conto de própria autoria em seu Facebook, contando a história de uma noiva que descobre a traição do noivo com outra mulher em um motel, fotografa o ato e usa as imagens para se vingar do amado, expondo-o em plena cerimônia de casamento – então, Karine acredita que as cenas do casamento mal sucedido de Vivi Guedes (Paolla Oliveira), que é exposta pelo noivo Camilo (Lee Taylor), foi inspirada em seu conto e entrou com uma ação judicialmente, exigindo que a emissora comprove que tais roteiros foram redigidos antes de seu conto ser publicado.
A segunda acusação teria sido com o fictício reality show Best Cake, apresentado por Angélica, onde será definido quem faz o melhor bolo, tendo a participação da protagonista Maria da Paz como competidora e Vivi Guedes como jurada. No capítulo onde houve a estreia do então reality, exibido em 17 de outubro de 2019, o SBT, publicou em seu Twitter, uma chamada do Bake Off Brasil: Mão na Massa, reality exibido na emissora e reprisado no Discovery Home & Health, alfinetando a novela e com a seguinte legenda: "Competição de bolo raiz só no SBT! O original é aqui". Na chamada que foi exibida não só nas redes sociais, como também nos intervalos comerciais da concorrente, a narradora trouxe a seguinte mensagem: "Neste sábado, às 22h30, 'Best Cake Brasil'... Não! Aqui é original: 'Bake Off Brasil". A provocação repercutiu nas redes sociais.
A terceira acusação aconteceu em maio de 2022 e se deu conta da confeiteira Sandra Rodrigues Campos, que alegou que sua história foi plagiada para compor a protagonista Maria da Paz (Juliana Paes) e entrou com um processo exigindo R$15,000 reais por danos materiais, danos morais e indenização por lucros cessantes, além de proibir que a emissora use a marca A Dona do Pedaço. No processo, a autora conta que nasceu em Rio Verde, no interior do estado de Goiás, e que se mudou para São José do Rio Preto, em São Paulo, e para bancar as despesas da casa e criar sua filha, Sandra passou a confeccionar e vender bolos caseiros de receitas de sua avó – semelhante a história de Maria da Paz, que parte da cidade fictícia de Rio Vermelho, no interior do Espírito Santo, para São Paulo tentar mudar de vida, e para ajudar nas despesas e criar a filha Josiane (Agatha Moreira), Maria da Paz começa a vender bolos caseiros de receitas da avó Dulce (Fernanda Montenegro). Além disso, em 2004, Sandra passou a apresentar um programa de culinária local chamado A Dona do Pedaço, que era seu "apelido" na região, e após ganhar destaque na comunidade, Sandra chegou a ganhar matérias de algumas reportagens em veículos locais. A negociação da marca usada para novela, aliás, foi feita em São José do Rio Preto. Anderson Rozani, que dirigia a atração de Sandra, vendeu o termo A Dona do Pedaço para a Globo em 2019.

### Crítica
Apesar da boa audiência, a novela foi criticada diversas vezes por subestimar a inteligência do público. O famoso site Notícias da TV avaliou a telenovela no ar com uma crítica negativa: "A Dona do Pedaço consagra mediocridade do horário nobre (…) Tramas duvidosas e personagens incoerentes já se tornaram comuns na faixa das nove da Globo, assim como o nome de Walcyr Carrasco já foi sinônimo de boas comédias, nos tempos de O Cravo e a Rosa (2000) e Chocolate com Pimenta (2003). Os roteiros rurais ingênuos e despretensiosos eram um sucesso. A ida do autor para o horário nobre produziu um novo tipo de reconhecimento: ele até consegue audiência, mas sua qualidade foi perdida há muito tempo."

## Prêmios e indicações
| Ano  | Prêmio                    | Categoria                   | Indicado                       | Resultado | Ref.            |
| ---- | ------------------------- | --------------------------- | ------------------------------ | --------- | --------------- |
| 2019 | Melhores do Ano           | Melhor Atriz de Novela      | Juliana Paes                   | Venceu    | [ 167 ]         |
| 2019 | Melhores do Ano           | Melhor Ator de Novela       | Reynaldo Gianecchini           | Indicado  | [ 167 ]         |
| 2019 | Melhores do Ano           | Melhor Atriz Coadjuvante    | Agatha Moreira                 | Indicada  | [ 167 ]         |
| 2019 | Melhores do Ano           | Melhor Atriz Coadjuvante    | Paolla Oliveira                | Indicada  | [ 167 ]         |
| 2019 | Melhores do Ano           | Melhor Ator Coadjuvante     | Malvino Salvador               | Indicado  | [ 167 ]         |
| 2019 | Melhores do Ano           | Melhor Ator Coadjuvante     | Sergio Guizé                   | Venceu    | [ 167 ]         |
| 2019 | Melhores do Ano           | Melhor Atriz Revelação      | Carol Garcia                   | Indicada  | [ 167 ]         |
| 2019 | Melhores do Ano           | Melhor Atriz Revelação      | Glamour Garcia                 | Venceu    | [ 167 ]         |
| 2019 | Melhores do Ano           | Melhor Ator Revelação       | Rafael Queiroz                 | Indicado  | [ 167 ]         |
| 2019 | Melhores do Ano NaTelinha | Melhor Novela               | Melhor Novela                  | Indicado  | [ 168 ] [ 169 ] |
| 2019 | Melhores do Ano NaTelinha | Melhor Atriz                | Agatha Moreira                 | Indicada  | [ 168 ] [ 169 ] |
| 2019 | Melhores do Ano NaTelinha | Melhor Coadjuvante          | Fernanda Montenegro            | Venceu    | [ 168 ] [ 169 ] |
| 2019 | Prêmio F5                 | Melhor Novela               | Melhor Novela                  | Venceu    | [ 170 ] [ 171 ] |
| 2019 | Prêmio F5                 | Melhor Atriz de Novela      | Juliana Paes                   | Venceu    | [ 170 ] [ 171 ] |
| 2019 | Prêmio F5                 | Melhor Atriz de Novela      | Paolla Oliveira                | 2º lugar  | [ 170 ] [ 171 ] |
| 2019 | Prêmio F5                 | Melhor Atriz/Ator Revelação | Glamour Garcia                 | Venceu    | [ 170 ] [ 171 ] |
| 2019 | Prêmio Contigo! Online    | Melhor Novela               | Melhor Novela                  | Venceu    | [ 172 ] [ 173 ] |
| 2019 | Prêmio Contigo! Online    | Melhor Atriz de Novela      | Juliana Paes                   | Indicada  | [ 172 ] [ 173 ] |
| 2019 | Prêmio Contigo! Online    | Melhor Ator Coadjuvante     | Lee Taylor                     | Indicado  | [ 172 ] [ 173 ] |
| 2019 | Prêmio Contigo! Online    | Melhor Ator Coadjuvante     | Sérgio Guizé                   | Indicado  | [ 172 ] [ 173 ] |
| 2019 | Prêmio Contigo! Online    | Melhor Atriz Coadjuvante    | Agatha Moreira                 | Indicada  | [ 172 ] [ 173 ] |
| 2019 | Prêmio Contigo! Online    | Melhor Atriz Coadjuvante    | Paolla Oliveira                | Venceu    | [ 172 ] [ 173 ] |
| 2019 | Prêmio Contigo! Online    | Revelação da TV             | Carol Garcia                   | Indicada  | [ 172 ] [ 173 ] |
| 2019 | Prêmio Contigo! Online    | Revelação da TV             | Glamour Garcia                 | Indicada  | [ 172 ] [ 173 ] |
| 2019 | Prêmio Contigo! Online    | Melhor Par Romântico        | Paolla Oliveira e Sérgio Guizé | Indicados | [ 172 ] [ 173 ] |

## Música

### Volume 1
A primeira trilha sonora da novela foi lançada em 2 de junho pela Som Livre e traz na capa Juliana Paes caracterizada como Maria da Paz.
Lista de faixas
| N.º | Título                | Música                                  | Personagem tema              | Duração |  |
| 1.  | "Tá Escrito"          | Xande de Pilares                        | Abertura                     | 3:35    |  |
| 2.  | "Cheia de Manias"     | Raça Negra                              | Maria da Paz                 | 3:12    |  |
| 3.  | "Bebi Liguei"         | Marília Mendonça                        | Vivi e Chiclete              | 3:47    |  |
| 4.  | "Evidências"          | Chitãozinho & Xororó                    | Maria da Paz e Amadeu        | 3:55    |  |
| 5.  | "Yiri Yiri Boum"      | Dois Africanos                          | Locação: Casarão dos Macondo | 3:02    |  |
| 6.  | "Lullaby Love"        | Roo Panes                               | Amadeu                       | 3:36    |  |
| 7.  | "Daydream in Blue"    | iMonster                                | Maria da Paz e Régis         | 2:54    |  |
| 8.  | "Ecoute Moi Camarade" | Rachid Taha                             | Lyris                        | 3:16    |  |
| 9.  | "Learn to Live"       | Alice Merton                            | Kim                          | 4:06    |  |
| 10. | "Nobody Makes Money"  | Fantastic Negrito                       | Régis                        | 2:38    |  |
| 11. | "Jolene"              | Dolly Parton                            | Maria da Paz                 | 3:23    |  |
| 12. | "Loyal to Me"         | Nina Nesbitt                            | Silvia                       | 3:17    |  |
| 13. | "Taki Taki"           | DJ Snake, Cardi B, Selena Gomez e Ozuna | Rock                         | 3:44    |  |

### Volume 2
A segunda trilha sonora da novela foi lançada em 20 de junho pela Som Livre e traz na capa Paolla Oliveira caracterizada como Vivi Guedes.
Lista de faixas
| N.º | Título                           | Música                       | Personagem tema       | Duração |  |
| 1.  | "Quem Tem o Dom"                 | Jerry Smith e Wesley Safadão | Sabrina e Otávio      | 3:35    |  |
| 2.  | "7 Rings"                        | Ariana Grande                | Jô                    | 3:12    |  |
| 3.  | "Beijinho Geladinho"             | Netinho de Paula             | Antero e Marlene      | 3:47    |  |
| 4.  | "Contramão"                      | Belo                         | Fabiana e Rock        | 3:55    |  |
| 5.  | "Só o Amor"                      | Gloria Groove e Preta Gil    | Abel e Britney        | 3:02    |  |
| 6.  | "Snake Charmer"                  | Gustavo Bertoni              | Agno                  | 3:36    |  |
| 7.  | "Namorada Reserva"               | Hugo & Guilherme             | Eusébio               | 2:54    |  |
| 8.  | "Só Você e Eu"                   | Vanessa da Mata              | Beatriz e Zé Hélio    | 3:16    |  |
| 9.  | "The Look"                       | Metronomy                    | Kim e Márcio          | 4:06    |  |
| 10. | "My Only One (No Hay Nadie Mas)" | Sebastián Yatra              | Vivi e Chiclete       | 2:38    |  |
| 11. | "Eu Sei"                         | Cai Sahra                    | Sílvia e Márcio       | 3:23    |  |
| 12. | "My Silver Lining"               | First Aid Kit                | Vivi                  | 3:17    |  |
| 13. | "Evidências"                     | Yasmin Santos                | Maria da Paz e Amadeu | 3:44    |  |
| 14. | "Me Chame de May Love"           | Thiago Brava                 | Geral                 | 3:55    |  |
| 15. | "Nothing Breaks Like a Heart"    | Mark Ronson e Miley Cyrus    | Vivi                  | 3:02    |  |

Outras canções não incluídas
- "Bad Guy" – Billie Eilish (tema de Fabiana)
- "California Dreaming" – Bobby Womack
- "Reunion" – Bobbie Gentry
- "O'Death" – Jen Titus
- "Conga Conga Conga"  e "Melô do Piripiri" – Gretchen (tema de Eusébio e Gina)
- "João de Barro" – Sérgio Reis (tema de Dulce)
- "Let Me Down Slowly" – Alec Benjamin (tema de Cássia)
- "Véu" – Eduardo Queiroz
- "Las Vegas" – Eduardo Queiroz (tema de Kim)

### Instrumental
O álbum com as músicas instrumentais da novela foi lançado somente em formato digital, e chamado de A Dona do Pedaço – Música Original de Eduardo Queiroz, embora nenhum outro álbum do tipo tenha sido lançado, pelos produtores da novela.
Faixas
1. Amadeu
2. Maria da Paz
3. Family Business
4. La Fonte
5. Esperanza
6. Os Matheus
7. Ambush
8. Ricordi
9. Tree Of Life
10. A Tragédia de Dulce
11. Two Guns
12. Matriarch
13. Low Tricks
14. Wise Guys
15. Until The End
16. Nessun
17. Crossing
18. Influências
19. Retro Door
20. Tre Chas
21. Collapse
22. Come Ti Amo
23. Addio
24. Immenso
25. O Pacto
26. Bandits
27. Il Copo
28. Pace Del Cuore
29. Come Dimenticare
30. Os Ramirez
31. Death at Sunset
32. Deep Web
33. Sun Goes Down
34. Losses
35. Menssageiro
36. Ragazzi Rabanera
37. Maroto
38. Piccolo Fiore
39. Ritornera
40. All My Love
41. Ordine Sinistro
42. Extinction
43. Gara
44. Vendetta
45. Nômade
46. Sospetto
47. Forever Amore
48. Simple Love
49. For The Tray
50. Encontro Mortal
51. Sfida
52. Non Chiaro
53. Profondo Della Anima
54. Heart and Hope
55. Conectada
56. Summit
57. Fireflies Love
58. Runners
59. Still Got It